# 索尼α200
新力α200是第三部由新力生產的數位單眼相機（DSLR），於2008年1月7日由SONY USA正式發表。基本上α200可以視為α100的後繼機，初期市面上僅有兩種連鏡頭套裝（kit set，DSLR-A200K和DSLRA-A200W）。由於為了要降低成本，因此α200並未如同α100一樣採用金屬骨架外覆塑膠機殼的設計，而改採全塑膠機體的設計，雖然付出了機身剛性降低的代價，但也有效的降低了製造成本，而讓α200的販售價格可以大幅降低（含一顆DT 18-70mm鏡頭的DSLR-A200K套裝在台灣區販售價格為台幣19,980元，約美金618元）

## 機身性能
α200使用了與α100相同的1020萬像素的APS-C大小CCD感光元件，不過由於導入新BIONZ處理器及的演算法，使得α200的高ISO畫質比起α100有不小的進步。在防手震方面α200沿用α100的Super SteadyShot設計，可以降低2.5-3級的快門。在AF(Auto Foucs)模組上，SONY並未公佈是否採用新的對焦模組，僅知道α200使用了與α100相同的九點個對焦點，中央對焦點為十字對焦點的設計。由於機身馬達改用與α700相同的馬達，使得整體對焦性能有不小的進步，SONY聲稱α200的對焦效能比起α100提高了1.7倍，不過因為α200並未如α700一般有內建對焦輔助燈，因此α200在光線不足的地方仍會有迷焦的情況發生。α200的電池改用了與α700相同的NP-FM500H鋰電池，拍攝張數則維持在與α100相同的750張（CIPA測試）。在除塵設計上，α200使用與α100相同的抗靜電鍍膜與SSS震動除塵，不過一般對SONY這種除塵設計的實用性評價不高。
在使用者介面，雖然α200為α100的後繼機，但機身設計風格與α100截然不同，在外觀上取消了α100的雙轉盤設計，而僅剩機體左肩上的單轉盤，並將許多功能鍵獨立出來，整體設計與α700比較類似。在LCD方面，α200改用了一片2.7" 23萬像素的LCD。

## 周邊配件
SONY在α200上市的同時也推出了α200專用的垂直手把--VG-B30AM，整體設計與α700專用的VG-B70AM類似，但缺少了許多控制鍵而僅有最基本的控制能力。VG-B30AM也與VG-B70AM一樣，僅能使用專用的NP-FM500H鋰電池而不能像其他垂直手把一樣使用三號電池盒。

## 機身規格
| 型號                   | DSLR-A200 |
| 鏡頭相容性             | SONY α 鏡頭，Minolta 及 Konica Minolta 的自動對焦鏡頭 |
| 感應器形式             | APS-C 型（23.6mm x 15.8mm），RGB 三元色濾鏡 |
| 有效畫素               | 約 10.2 百萬畫素 |
| 總畫素                 | 約 10.8 百萬畫素 |
| 除塵系統               | 抗靜電鍍膜的低通濾鏡，及影像感應器位移裝置 |
| ISO 感光度範圍         | 自動，100 到 3200（級距1格） |
| 類比數位轉換器         | 12 位元 |
| 記錄格式               | JPEG（DCF 2.0，Exif 2.21），RAW（SONY ARW 2.0 Format），RAW+JPEG |
| 影像尺寸               | <長寬比 3：2> 大：3872x2592（10M），中：2896x1936（5.6M），小：1920x1280（2.5M） <長寬比 16：9> 大：3872x2176（8.4M），中：2896x1632（4.7M），小：1920x1088（2.1M）                                                                      |
| 影像品質模式           | RAW，RAW+JPEG，精細，標準 |
| 儲存媒體               | CompactFlash（Type I、Type II），MicroDrive *當使用 Memory Stick Duo、Memory Stick PRO Duo、Memory Stick PRO-HG Duo，必須使用選購配件 AD-MSCF1 來轉換至 CF 插槽                                                                          |
| 雜訊抑制               | 長時間曝光雜訊抑制：可選擇開或關，當快門時間超過一秒時啟動 高感光度雜訊抑制：可選擇開或關，當感光度 ISO 1600 或超過時啟動 |
| 色彩空間               | sRGB，Adobe RGB |
| 其他特色               | Creative Style 創意風格，D-Range Optimizer 動態範圍最佳化（關閉，標準，進階） |
| 白平衡模式             | 自動，日光，陰影，多雲，白熾燈泡，日光燈，閃光燈，色溫，色彩濾鏡，自訂 |
| 白平衡包圍             | 包圍三張，高低程度可調 |
| 自動對焦系統型式       | TTL 相位偵測系統 |
| 自動對焦系統感測器     | CCD 線型感應器 |
| 對焦點數               | 9 點 |
| 對焦靈敏度範圍         | EV 0-18（ISO 100） |
| 對焦模式               | 可選擇自動對焦或手動對焦，自動對焦模式有：單張自動對焦，全自動對焦，連續自動對焦 |
| 對焦區域               | 廣域對焦，單點對焦，區域對焦（有 9 個區域可以選擇） |
| 其他對焦特色           | 預測對焦，對焦點鎖定，眼睛啟動自動對焦 自動對焦輔助燈（使用內建閃燈，有效距離 1～5 公尺） |
| 測光                   | TTL 測光 感應器：40 分區蜂巢式測光SPC 靈敏度範圍：EV 1～20（點測光模式時 EV3-20）（ISO 100，使用 F1.4 鏡頭） 模式：多重分區測光，中央加權，點測光                                                                                        |
| 曝光                   | 模式：程式自動曝光（自動、自動-關閉閃燈、P模式），光圈先決，快門先決，手動模式，場景選擇（人像、風景、微距、運動、黃昏、夜間人像／夜景） 曝光補償：±2 EV（級距 1/3 格） 包圍曝光：可選擇三張連續或單張拍攝，可選擇 0.3 格或 0.7 格遞增。 |
| 取景器（觀景窗）型式   | 五面鏡式固定眼平取景器 |
| 視野率                 | 95% |
| 放大率                 | 0.83x（使用 50mm 鏡頭從無限遠到 1 公尺處） |
| 屈光度調整（視差矯正） | -2.5～1m-1 |
| 對焦屏                 | 球面銳利磨砂對焦屏 |
| 液晶螢幕型式           | 2.7 型 TFT LCD 23萬畫素 |
| 快門型式               | 電子控制縱走式焦平面快門 |
| 速度範圍               | 1/4000 到 30秒，B 快門 |
| 閃燈同步速度           | 1/160 秒（防手震關閉時）1/125 秒（防手震開啟時） |
| 內建閃燈升起方式       | 自動 |
| 內建閃燈GN值           | 12（ISO 100 時，單位公尺） |
| 閃燈覆蓋範圍           | 18mm（焦長標示在鏡身上） |
| 閃燈控制               | ADI，預閃 TTL |
| 閃燈補償               | ±2 EV（採 1/3 格級距） |
| 閃燈模式               | 自動（關閉閃燈），自動，強制閃光，紅眼抑制，後簾同步，慢速閃燈同步，高速同步，無線 |
| 閃燈包圍               | 3 格曝光值（每次調整 0.3/0.7 格） |
| 回電時間               | 約 4 秒 |
| 過片模式               | 單張，連續，自拍（可選擇 2 秒或 10 秒延遲） |
| 連拍速度               | 最高約每秒 3 張 |
| 連拍張數               | JPEG（大，精細）可連拍到記憶卡滿，RAW檔：6 張，RAW+JPEG：3 張 |
| 電源供應               | 單顆充電電池 NP-FM500 *DSLR-A100所使用的NP-FM55H 不適用 |
| 電池效能               | 大約拍攝 730 張（依照 CIPA 標準） |
| 尺寸（寬x高x深）       | 約 130.8 x 98.5 x 71.3mm（5 1/4 x 4 x 2 7/8 in.）（不含突出物） |
| 重量                   | 約 532 公克（不含電池、記憶卡及配件） |
| 工作溫度               | 0～40℃ |

## 外部連結
- α數位單眼相機網站 （页面存档备份，存于）
- Minolta/KonicaMinolta/Sony Alpha camera bodies （页面存档备份，存于）
- DCView SONY α200規格表[永久]